# Róg alpejski

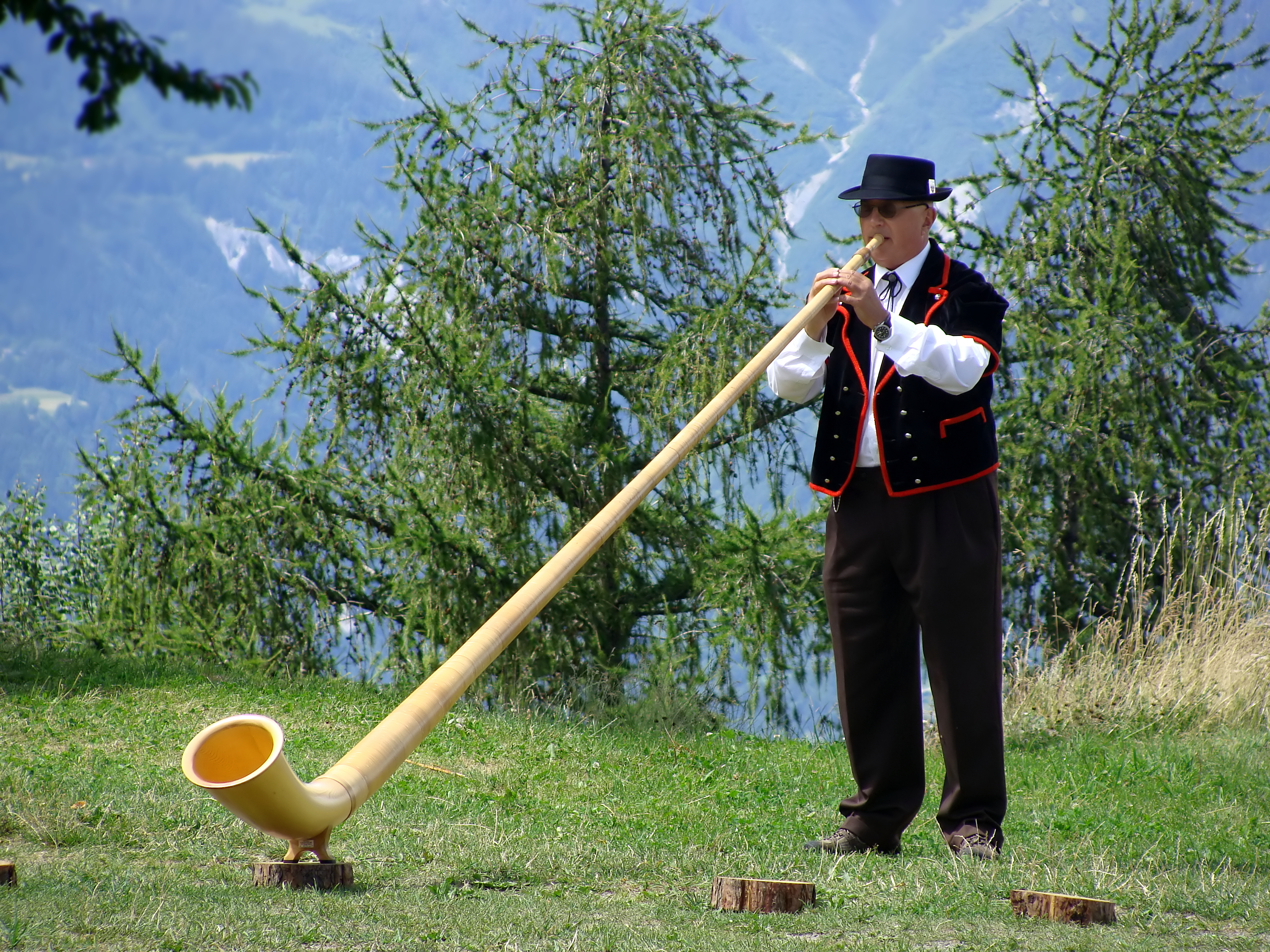
Muzyk grający na rogu alpejskim w kantonie Wallis

Róg alpejski (niem. Alphorn) – drewniany instrument muzyczny z grupy aerofonów ustnikowych, tradycyjnie używany przez pasterzy w Alpach ze względu na donośność dźwięku do komunikacji na odległość.
Instrument ma kształt prostej lub zawiniętej rury z ustnikiem. Długość rogu alpejskiego sięga do 3-4 metrów.
Róg alpejski jest szczególnie popularny w Szwajcarii, gdzie stał się jednym z narodowych symboli kulturowych. Używany jest nie tylko do celów komunikacyjnych, ale również podczas różnych festiwali, koncertów i wydarzeń folklorystycznych. Charakterystyczny dźwięk rogu alpejskiego, rozpoznawalny dzięki swoim głębokim i rezonującym tonom, jest integralnym elementem szwajcarskiej muzyki ludowej.
Podobne instrumenty są spotykane w innych krajach o górzystym ukształtowaniu terenu (w Polsce trombita, ligawka (bazuna)).